# 모질라 컴포저
모질라 컴포저(Mozilla Composer)는 자유-오픈 소스 HTML 편집기이자 모질라 애플리케이션 스위트(시몽키의 전신)의 웹 저작 모듈이다. 웹 페이지, 전자우편, 텍스트 문서를 쉽게 만들고 편집하기 위해 사용된다. 윈도우, macOS, 리눅스와 호환된다. 컴포저는 그래픽 방식의 위지위그 HTML 편집기이다. 컴포저를 사용하면 HTML 소스 코드를 보고 작성하고 편집할 수 있다.
린스파이어는 종속형 시트 지원 및 디스럽티브 이노베이션스(Disruptive Innovations)의 기타 개선사항을 포함하는 모질라 컴포저의 독립형 버전인 엔뷰의 개발을 후원하였다.
엔뷰의 수석 개발자 대니얼 글래즈먼은 2006년 9월 15일 엔뷰의 공식 개발을 중단하였으며 Mozilla.org 프로젝트의 후속작을 개발하고 있다고 발표하였다. 이는 완전히 처음부터 새로 개발되는 것이며 모질라 트렁크 게코 1.9와 XULRunner에 기반을 둔다. PHP와 CSS가 지원된다. 커뮤니티에 의해 운영되는 포크인 KompoZer는 엔뷰의 후속작이 출시될 때까지 엔뷰 코드를 유지보수하고 버그를 수정한다. 글래즈먼의 프로젝트는 BlueGriffon으로 불린다.
커뮤니티에 의해 운영되는 모질라 스위트의 후속작 시몽키는 컴포저라는 이름의 HTML 편집기를 포함하고 있으며 이는 원래의 모질라 스위트에 포함된 모질라 컴포저 코드로부터 개발된 것이다.

## 같이 보기
- 시몽키
- HTML 편집기 목록